# Denise Mazzola
Denise Mazzola (Milano, 10 aprile 1993) è una calciatrice italiana, di ruolo attaccante.

## Carriera
Mazzola si tessera giovanissima con il Como 2000, iniziando la propria carriera inserita nelle sue formazioni giovanili, passando dalle Giovanissime fino alla massima riservata alle Under giocando nel Campionato Primavera.
I risultati conseguiti convincono la società a concederle fiducia, inserendola in rosa con la formazione titolare che al tempo partecipa al campionato di Serie A2, l'allora secondo livello del calcio femminile italiano, nella quale debutta nel corso della stagione 2008-2009 che termina con cinque presenze tutte partendo dalla panchina. La stagione successiva la vede ancora prevalentemente impegnata con la formazione Primavera, tuttavia, anche se scende in campo solo tre volte durante la stagione regolare più una nei play-off, riesce a segnare il suo primo gol in Serie A2.
Pur non partendo titolare, nella stagione 2010-2011 le presenze al termine del campionato aumentano a sette con una rete all'attivo contribuendo alla promozione in Serie A della società lariana.
In seguito Mazzola si conquisterà sempre più spazio; più volte titolare nella stagione 2011-2012, la chiude al termine con un tabellino di 15 presenze con 2 gol su 26 incontri, passando alle 21 presenze e una rete a segno su 30 partite nella stagione successiva. Diventa determinante nella partita di play-out al termine della stagione 2013-2014, siglando le due reti al Fimauto Valpolicella che garantiscono la salvezza del Como 2000, e classificandosi seconda tra le bomber lariane con 6 gol dietro alla compagna Agnese Ricco (8 reti).
Nell'estate 2016 a causa di inconciliabili problemi legati alla nuova occupazione decide di non rinnovare il contratto con il Como 2000. 

## Palmarès
- Campionato italiano di Serie A2: 1

Como 2000: 2010-2011
- Campionato italiano di Serie B: 1

Como 2000: 2015-2016